# Godzilla (film, 2014)
Pour les articles homonymes, voir Godzilla (homonymie).
Série MonsterVerse
Kong: Skull Island
(2017)
Pour plus de détails, voir Fiche technique et Distribution.
Godzilla est un film de science-fiction américano-japonais réalisé par Gareth Edwards et sorti en 2014. Il met en scène le personnage du même nom créé par Tomoyuki Tanaka, Ishirō Honda et le studio Tōhō et apparu pour la première fois dans le film japonais Godzilla sorti en 1954.
Le film débute avec le physicien nucléaire Joseph Brody qui enquête sur de mystérieux phénomènes qui ont lieu au Japon, quinze ans après un incident qui a irradié la région de Tokyo et déchiré sa propre famille. Refusant de s’en tenir à la version officielle qui évoque un tremblement de terre, le scientifique revient sur les lieux du drame accompagné par son fils Ford, soldat dans la Navy. Ils découvrent que les incidents ne sont pas liés à une catastrophe naturelle, mais à des monstres réveillés par des essais nucléaires dans le Pacifique au lendemain de la Seconde Guerre mondiale. Ces créatures sont surveillées par une organisation nommée Monarch, mais elles menacent bientôt la sécurité de l'archipel d'Hawaï et la côte ouest des États-Unis. Au même moment, la compagne de Ford, infirmière et jeune maman, gère les blessés dans un hôpital de San Francisco,,.
C'est le premier film du MonsterVerse, un univers partagé avec d'autres créatures. Il se poursuit avec Kong: Skull Island (2017), Godzilla 2 : Roi des monstres (2019), Godzilla vs Kong (2021) et Godzilla x Kong : Le Nouvel Empire (2024).

## Histoire
Philippines, 1999. Un squelette hautement radioactif est découvert dans l'effondrement d'une mine d'uranium. Deux chercheurs, le docteur Serizawa et son assistante Vivienne Graham, faisant partie d'une mystérieuse organisation, Monarch, débarquent sur le site. Ils découvrent deux chrysalides fossilisées accrochées au squelette et remarquent que quelque chose s'est extrait de l'une d'entre elles pour gagner l'océan.
Japon, au même moment. Joe et Sandra Brody vivent avec leur fils, Ford, dans la région de Tokyo. Le couple d'Américains travaille dans la centrale nucléaire de Janjira. Depuis quelque temps, des secousses sismiques anormales sont détectées par les appareils. Joe est inquiet car l'épicentre se déplace. Il sait que l'anomalie est sur le point de se répéter, cette fois à une plus forte intensité, mais les responsables ne veulent pas en entendre parler. Comme prévu, une énorme secousse fait vaciller la centrale et cause une fuite dans le réacteur. Dans la panique, Joe doit faire face à une difficile décision, celle de condamner les portes blindées alors que son épouse est de l'autre côté. L'installation s'effondre.
Quinze ans plus tard, Joe est resté obsédé par ce qui s'est passé. Il refuse, depuis la catastrophe, d'adhérer à la thèse officielle qui évoque une cause naturelle et affirme que des éléments ont été étouffés par les gouvernements. Entretemps, Ford est devenu lieutenant dans l'US Navy spécialisé dans le déminage et a fondé une famille à San Francisco, avec son épouse Elle Brody, médecin à l'hôpital, et Sam, leur fils. Depuis l'incident de Janjira et la mort de son épouse, la communication est difficile entre Joe et son fils. Mais Joe parvient à persuader Ford de retourner sur les lieux, à Janjira, pour retrouver les disquettes contenant les données qui pourraient prouver ses théories. Mais alors qu'ils s'aventurent dans les ruines de l'ancien village ouvrier, où il est censé y avoir des radiations, ils découvrent que la « zone radioactive » est en réalité parfaitement saine; mais ils sont arrêtés par les agents du gouvernement juste après avoir récupéré les disquettes.
Ils découvrent alors une terrible vérité : quinze ans plus tôt, « quelque chose » s'est nourri des radiations de la centrale, une force destructrice surgie du fond des âges. Depuis tout ce temps, la bête était au repos dans une énorme chrysalide sous étroite surveillance par l'organisation Monarch et le docteur Serizawa. Elle est aujourd'hui prête à s'extirper de son cocon, en générant d'importantes impulsions électromagnétiques. Serizawa tente de la tuer, l'organisation l'ayant maintenue en vie seulement pour éviter que la radioactivité que la créature mangeait ne s'échappe, mais le MUTO (Massive Unidentified Terrestrial Organism ou Mutant Ultime Terrestre d'Origine inconnue) prend son envol après avoir détruit la base. Joe décède de ses blessures, emportant avec lui toutes ses recherches. À la suite de ce désastre, Monarch est placé sous les ordres de l'US Navy, qui confie la suite des opérations au Contre-Amiral William Stenz.
Serizawa explique à Ford que des créatures se nourrissaient autrefois de radiations naturelles, bien avant l’apparition de l’Homme. Il y a des millions d'années, elles ont été obligées de s'enfouir dans les profondeurs du monde pour survivre. Mais en 1954, elles ont été réveillées par les activités du premier sous-marin à propulsion nucléaire, le Nautilus. L'un de ces monstres, Godzilla, est un « alpha prédateur », une force de la nature dont le rôle est de chasser les MUTO pour restaurer l'équilibre. Il lui explique également que les essais nucléaires de l'atoll de Bikini réalisé à partir de ce moment étaient en réalité des tentatives pour tuer Godzilla, aussi le squelette trouvé dans la mine en 1999 était celui d'un autre Godzilla mort depuis longtemps. Ford, bien qu'avouant qu'il ne s'était pas intéressé aux travaux de son père, révèle aux scientifiques que son père avait néanmoins découvert une forme d'écholocalisation dans les secousses, identiques à celles de 1999, et Serizawa découvre avec horreur que le MUTO communique, non pas avec Godzilla comme il l'avait pensé en premier lieu, mais effectivement avec un autre individu de son espèce, une femelle, dépourvue d'ailes mais deux fois plus grande, qui dormait dans la seconde chrysalide découverte aux Philippines en 1999 et qui a été ramenée aux États-Unis dans un complexe de stockage des déchets nucléaires du désert du Nevada, afin de pouvoir s'accoupler avec elle. La femelle détruit Las Vegas et se dirige vers la mer. L'amiral Stenz et le capitaine Hampton, de la marine américaine, reçoivent l'ordre de mener les opérations pour défendre la côte Ouest.
Entretemps, le mâle s'en prend à un sous-marin russe au large d'Hawaï. Le submersible est retrouvé dans la jungle d'Honolulu, ses barreaux de combustible radioactif servant de repas au monstre. L'armée tente de tuer la créature insectoïde, mais cette dernière leur échappe pour attaquer le métro d'Honolulu et l'aéroport international d'Honolulu. Il apparaît également qu'elle a la faculté de générer de grandes impulsions électromagnétiques qui mettent les systèmes électroniques hors service. Godzilla débarque dans une gigantesque vague déferlante et affronte le MUTO sur le tarmac. Ce dernier s'échappe une nouvelle fois, et Godzilla le poursuit. Il devient clair que les adversaires convergent vers San Francisco, où se dirige également la gigantesque femelle. L'amiral Stenz et le docteur Serizawa ne partagent pas la même vision de la situation. Le docteur Serizawa déplore l'arrogance de l'humanité qui croit que la nature est sous son contrôle, et tient à ce que l'armée laisse les monstres s'affronter selon le cours naturel des choses. Stenz considère que cette option est beaucoup trop risquée, et ne pense pouvoir résoudre le problème que par une frappe nucléaire.
Un convoi ferroviaire est organisé, transportant plusieurs missiles nucléaires Minuteman III équipés d'un minuteur analogique. Ford parvient à convaincre le chef du convoi de le laisser l'accompagner pour rejoindre sa famille qui est en danger. Le plan pour détruire les monstres consiste à transporter les têtes nucléaires à 20 miles (environ 36 kilomètres) des côtes, de laisser les monstres la rejoindre et de la faire sauter, les détruisant tous par le seul effet de souffle. Mais la femelle attaque le convoi et ne laisse qu'une seule tête nucléaire et Ford comme seul survivant. L'armée américaine les retrouve et les ramène à San Francisco.
Pendant ce temps, alors que la ville est évacuée, Elle confie Sam à Laura, une collègue, pour qu'elle le mette à l'abri, tandis qu'elle continue de s'occuper de ses patients. Mais le mâle s'empare de la tête nucléaire alors que son minuteur est déjà en route et l'offre à la femelle, qui commence à construire son nid en ville. Et pour arranger les choses, Godzilla débarque peu après et engage le combat contre le mâle, forçant Elle et un grand nombre de civils à se réfugier dans la plus proche gare de métro. L'armée, de son côté, tente une opération de la dernière chance, pour empêcher une explosion nucléaire en plein centre-ville. Le plan consiste à envoyer des démineurs, ce qui inclut Ford (le seul disponible à avoir l'expérience, tant du détonateur analogique que du MUTO), par saut HALO, afin qu'ils retrouvent le missile, le désamorcent ou si c'est impossible, l'envoient au large pour exploser loin de toute population civile.
Le saut en parachute se déroule sans problème et l'unité de Ford arrive au nid, où ils trouvent la femelle en train de pondre ses œufs. Heureusement pour eux, Godzilla (qui s'est provisoirement débarrassé du mâle) arrive sur les lieux et attaque la femelle, qui quitte son nid, permettant aux soldats d'atteindre leur objectif au cœur du nid souterrain, mais le mécanisme de désamorçage est coincé et ils n'ont que le temps d'envoyer l'ogive au large. En surface, si Godzilla parvient à peu près à maîtriser la femelle, l'intervention du mâle le met en grande difficulté, et les MUTO se mettent à deux pour tenter de le terrasser. Heureusement pour lui, Ford lui offre une distraction bienvenue. En effet, ayant constaté que des centaines de MUTO allaient déferler sur le monde si les œufs devaient éclore, il décide de laisser son unité prendre de l'avance, puis sabote un camion-citerne pour le faire exploser, anéantissant par la même occasion le nid et détournant les MUTO de Godzilla.
Alors que la femelle remarque la présence de Ford près du nid et s'apprête à le tuer, Godzilla dévoile son souffle atomique et s'en sert contre la femelle qui se retrouve à terre, permettant à Ford de s'enfuir, mais l'intervention du mâle le met une nouvelle fois en difficulté. D'un coup de queue, Godzilla envoie le mâle s'empaler dans un immeuble, le tuant sur le coup mais faisant s'effondrer l'immeuble sur lui, Ford et le monstre échangeant un court regard avant que ce dernier soit recouvert par de la fumée. Pendant ce temps, les soldats embarquent l'ogive nucléaire sur un bateau et le démarrent, activant la sirène de ce dernier qui attire la femelle droit sur eux. Ford arrive alors que la femelle est temporairement distraite de la tête nucléaire par des renforts arrivés au même moment. Il lance les moteurs et envoie le bateau au large, mais se fait rattraper par la femelle. Alors qu'elle s'apprête à le dévorer avec la tête nucléaire, Godzilla intervient et tue la femelle avec son souffle atomique, avant de regagner le rivage et de s'effondrer d'épuisement. À la mort du dernier MUTO, tous les systèmes électroniques redémarrent et Ford est emmené en sécurité tandis que l'ogive explose au large.
Ford retrouve son fils au stade de la ville, qui a été épargné par les combats. Son épouse, qui avait été ensevelie avec d'autres civils sous les décombres durant le combat des monstres, est dégagée et le rejoint au stade. Le docteur Serizawa contemple Godzilla et assiste à son réveil. Le roi des monstres regagne l'océan et s'enfonce dans les profondeurs, sans souci de sa popularité nouvelle.

## Fiche technique
- Titre original et français : Godzilla
- Réalisation : Gareth Edwards
- Scénario : Max Borenstein, d'après une histoire de Dave Callaham, avec la participation non créditée de Frank Darabont
- Direction artistique : Grant Van Der Slagt
- Décors : Owen Paterson
- Costumes : Sharen Davis
- Photographie : Seamus McGarvey
- Montage : Bob Ducsay
- Musique : Alexandre Desplat[5]
- Production : Jon Jashni, Mary Parent, Brian Rogers et Thomas Tull
- Production déléguée : Yoshimitsu Banno, Alex Garcia, Kenji Okuhira et Patricia Whitcher
- Sociétés de production : Legendary Pictures et Warner Bros. Pictures ; Disruption Entertainment et Tōhō (coproductions)
- Sociétés de distribution : Warner Bros. (États-Unis), Tōhō (Japon), Warner Bros. France (France)
- Budget : 160 000 000 $
- Pays de production :  États-Unis,  Japon
- Langue originale : anglais
- Format : couleur  — 2,35:1 — son Dolby Digital
- Genre : Science-fiction et catastrophe
- Durée : 123 minutes
- Dates de sortie :
  - États-Unis : 8 mai 2014 (première à Los Angeles) ; 16 mai 2014 (sortie nationale)
  - Belgique, France, Suisse romande : 14 mai 2014
- Classification :
  - États-Unis : PG-13 (interdit aux moins de 13 ans)
  - France : Tout public avec avertissement lors de sa sortie en salles et déconseillé aux moins de 10 ans à la télévision Sauf indication contraire, les informations mentionnées dans cette section peuvent être confirmées par les bases de données cinématographiques IMDb et Allociné,  présentes dans la section « Liens externes ».

## Distribution

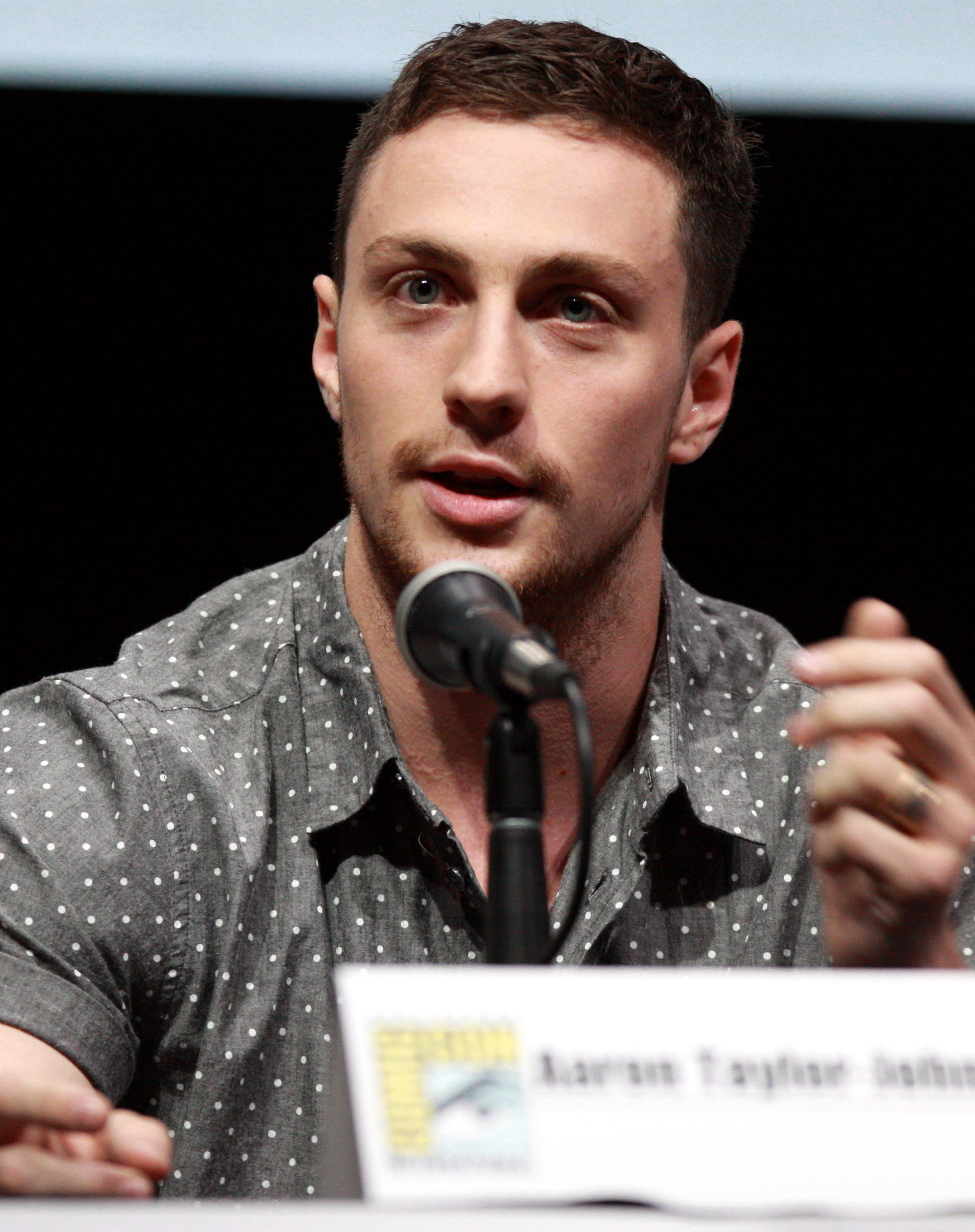
Aaron Taylor-Johnson au Comic-Con de San Diego de 2013.

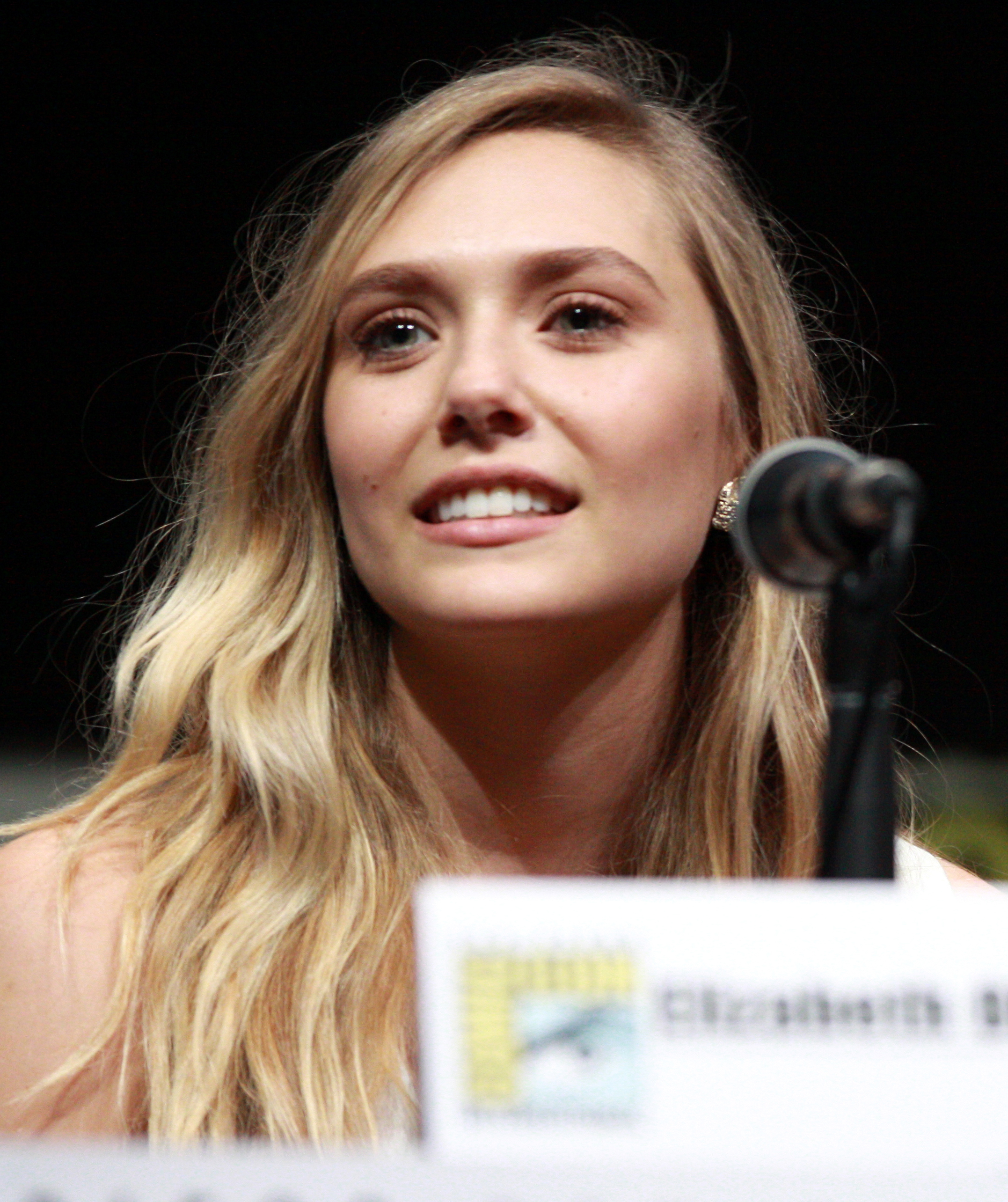
Elizabeth Olsen au Comic-Con de San Diego de 2013.

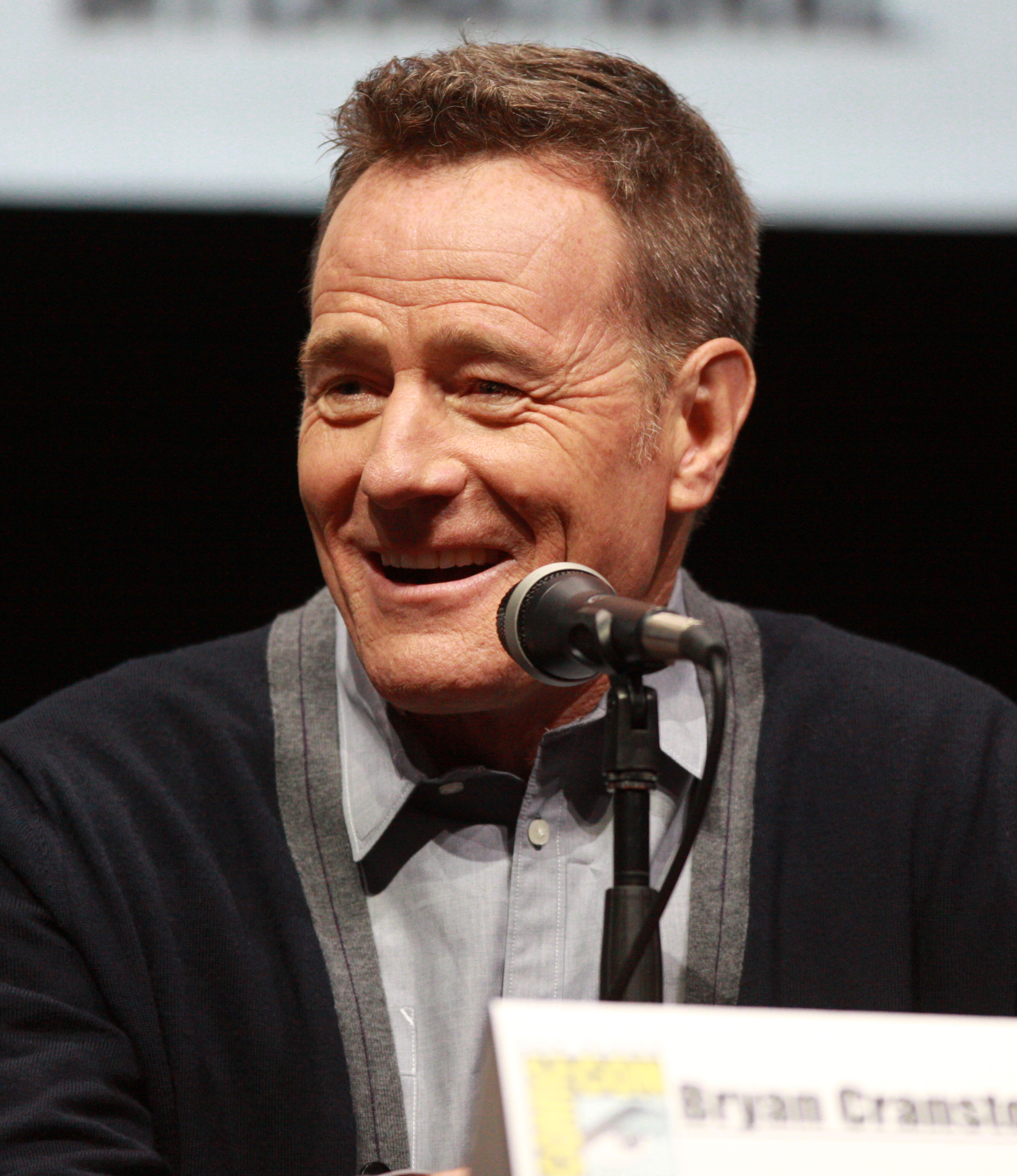
Et Bryan Cranston, également au Comic-Con de San Diego 2013

- Aaron Taylor-Johnson (VF : Jean-Christophe Dollé ; VQ : Xavier Dolan) : le lieutenant Ford Brody
- Ken Watanabe (VF : François Dunoyer ; VQ : Sylvain Hétu) : Dr Ishiro Serizawa
- Elizabeth Olsen (VF : Céline Mauge ; VQ : Eloisa Cervantes) : Elle Brody
- Bryan Cranston (VF : Jean-Louis Faure ; VQ : Jacques Lavallée) : Joseph « Joe » Brody
- Juliette Binoche (VF : elle-même) : Sandra Brody
- David Strathairn (VF : Hervé Bellon ; VQ : René Gagnon) : le contre-amiral William Stenz
- Sally Hawkins (VF : Danièle Douet ; VQ : Valérie Gagné) : Dr Vivienne Graham
- Richard T. Jones (VF : Daniel Lobé ; VQ : Patrick Chouinard) : le capitaine Russell Hampton
- Victor Rasuk (VQ : Hugolin Chevrette-Landesque) : le sergent Tre Morales
- CJ Adams : Ford Brody, jeune
- Carson Bold (VQ : Matis Ross) : Sam Brody
- Patrick Sabongui (en) (VQ : Denis Roy) : le lieutenant-commandeur Marcus Waltz
- Al Sapienza : Huddleston
- Brian Markinson : Whelan
- Hiro Kanagawa (VF : Sylvain Clément) : Hayato
- Ty Olsson : Jainway
- T.J. Storm (en) : Godzilla (capture de mouvement)[6]

 Source et légende : version française (VF) sur RS Doublage
 Source et légende : version québécoise (VQ) sur Doublage.qc.ca

## Production

### Développement
Le projet d'adapter Godzilla pour le marché américain date du début des années 1980, lorsque le studio Tōhō cède les droits de sa célèbre saga à Hollywood. Le réalisateur Steve Miner se met à travailler sur un hypothétique film en 3D, avec l'aide de Rick Baker (Greystoke, Le Loup-garou de Londres) mais le budget calculé est trop important pour les studios,.
En 1992, TriStar Pictures achète les droits de Godzilla pour produire une trilogie, avec la promesse de « rester fidèle à l’œuvre originale ». Ted Elliott et Terry Rossio livrent la version finale du scénario en 1994. Godzilla, fruit des expérimentations d'une ancienne civilisation, doit protéger la planète d'un monstre extra-terrestre surnommé « Gryphon ». Le réalisateur Jan de Bont commence la pré-production du premier volet avec Stan Winston, qui a travaillé sur Terminator ou encore Jurassic Park. La sortie est prévue pour 1996, mais alors que les repérages pour le tournage débutent, TriStar refuse le budget de 120 millions de dollars et laisse mourir le projet.
En 1996, Roland Emmerich et Dean Devlin signent pour un film Godzilla à la condition « de le faire à leur façon ». Le projet est produit par Centropolis Entertainment et TriStar Pictures, et distribué par Sony Pictures Entertainment. Godzilla devient un sphenodon irradié par essais nucléaires français dans le Pacifique, qui se rend à New York pour pondre des milliers d’œufs. Le studio Tōhō valide les maquettes du spécialiste des effets spéciaux franco-grec Patrick Tatopoulos (Stargate, Independence Day). Le film, avec au casting Matthew Broderick, Kevin Dunn ou encore Jean Reno, sort en 1998. Le film reçoit des critiques très mitigées, et n'obtient pas le succès espéré au box-office. À la suite de cette déception critique et commerciale, TriStar annule le projet de suite. La créature de Emmerich se voit renommée GINO (Godzilla in Name Only : Godzilla seulement de nom). La Tōhō, gênée par l'impopularité du film qui aurait pourtant du être le renouveau de sa plus grande franchise, décide plus tard de renommer la créature Zilla dans son répertoire de kaiju (monstres géants japonais). Le studio s'empresse aussitôt de relancer une série de films Godzilla qui marque la création de l'ère Millenium, entre 2000 et 2004. Godzilla: Final Wars (Gojira: Fainaru uôzu), qui voit les deux versions du monstre s'affronter brièvement, est le dernier film de la saga.

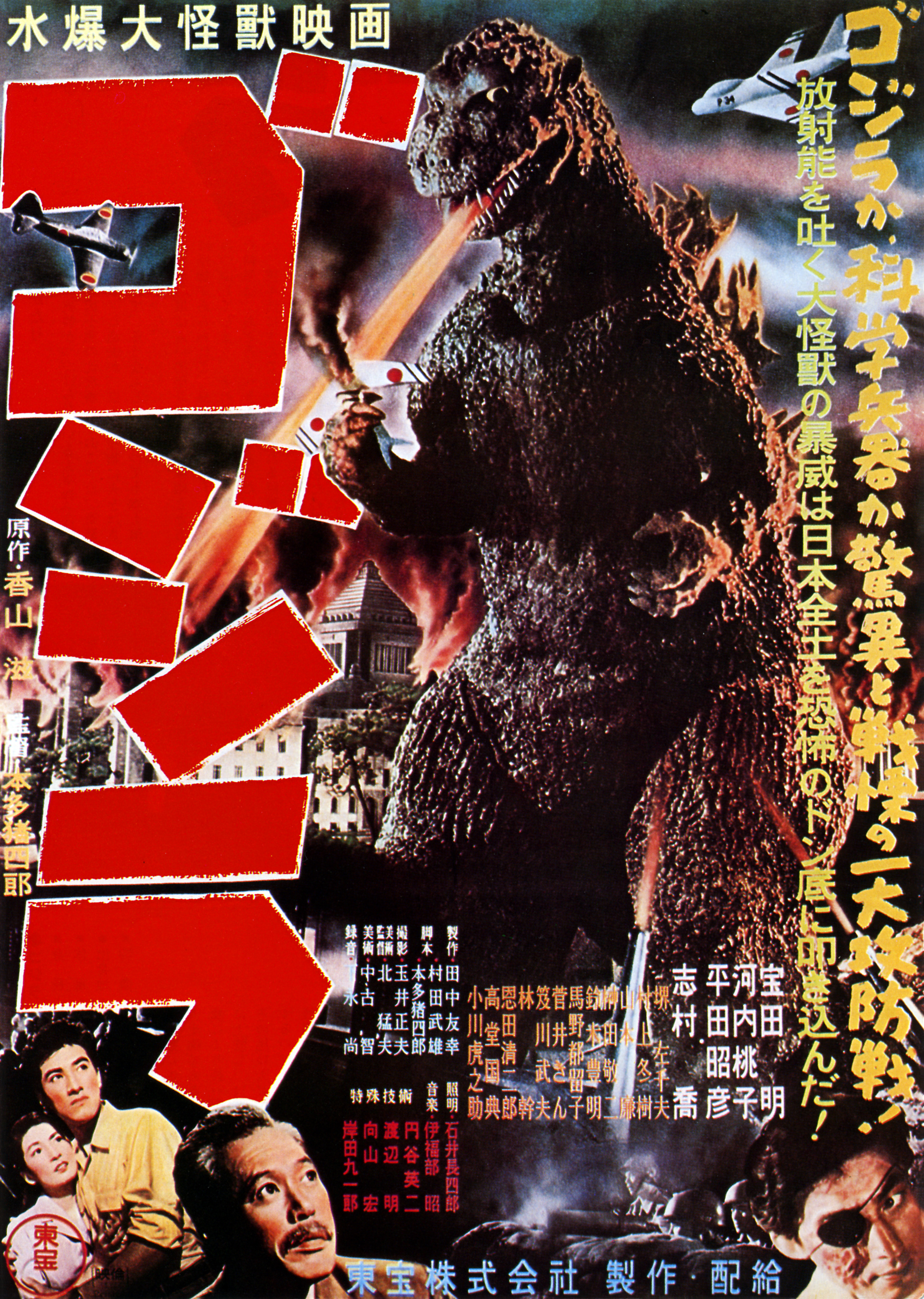
Affiche du Godzilla de 1954.

Plus d'une décennie après le Godzilla de Roland Emmerich, les studios Legendary Pictures et Warner Bros. achètent les droits de Godzilla à la Tōhō. Le producteur Brian Rogers annonce un nouveau remake où un Godzilla en image de synthèse affrontera « un ou plusieurs monstres ». Le studio annonce également Pacific Rim de Guillermo del Toro, hommage au genre kaiju eiga («film de monstres géants»). Gareth Edwards, réalisateur du film Monsters, est attaché au projet. Le scénariste et réalisateur Frank Darabont retravaille un script de David S. Goyer, Max Borenstein et Dave Callaham. Ce reboot est annoncé comme étant très proche de l'esprit du film original de 1954. Le monstre redevient un titan de la Préhistoire dont le réveil est lié aux essais nucléaires américains, mais il devra cette fois affronter des monstres se nourrissant des radiations. « Le nucléaire est très présent au cœur du film, et notre thème principal est l'homme contre la nature. Et dans ce combat, la nature gagne toujours », explique le réalisateur. « Pour moi, [Godzilla] est comme la colère de Dieu ou sa vengeance pour la façon dont nous nous sommes comportés ».
En 2011, la catastrophe nucléaire de Fukushima freine considérablement le projet Godzilla, alors que le film est encore au stade de pré-production. « Il a fallu choisir : renonce-t-on à faire un film sur la radioactivité et le Japon, ou assume-t-on ce sujet au sein de notre film ? », explique le réalisateur Gareth Edwards. « Mais c'est le boulot de ce genre de films de refléter les problèmes de leur temps […] Nous avons ouvert la boîte de Pandore de la puissance nucléaire et on ne peut plus la refermer. D'une certaine manière, le monstre de notre film reflète cette idée ». Donner une seconde jeunesse au célèbre monstre du point de vue esthétique prend une année entière, avec la participation des artistes de Weta Workshop et de l'acteur Andy Serkis pour la capture de mouvement.
Legendary Pictures fixe la date de sortie à mai 2014, ce qui coïncide avec le 60e anniversaire de la sortie du film de Ishirō Honda.

### Attribution des rôles
La distribution principale est composée d'Aaron Taylor-Johnson, Elizabeth Olsen, Bryan Cranston, Juliette Binoche, David Strathairn et Sally Hawkins. Ken Watanabe interprète le rôle du docteur Serizawa, clin d’œil à un personnage du film original de 1954 tenu par l'acteur Akihiko Hirata. Pour le rôle de Ford Brody (interprété à l'écran par Aaron Taylor-Johnson), les premiers choix étaient Joseph Gordon-Levitt, Henry Cavill, Caleb Landry Jones et Scoot McNairy. Pour le rôle d'Elle Brody, incarnée par Elizabeth Olsen, les actrices Jennifer Lawrence, Hilary Duff, Margot Robbie, Imogen Poots, Emilia Clarke, Aly Michalka et Emmy Rossum ont été pressenties.

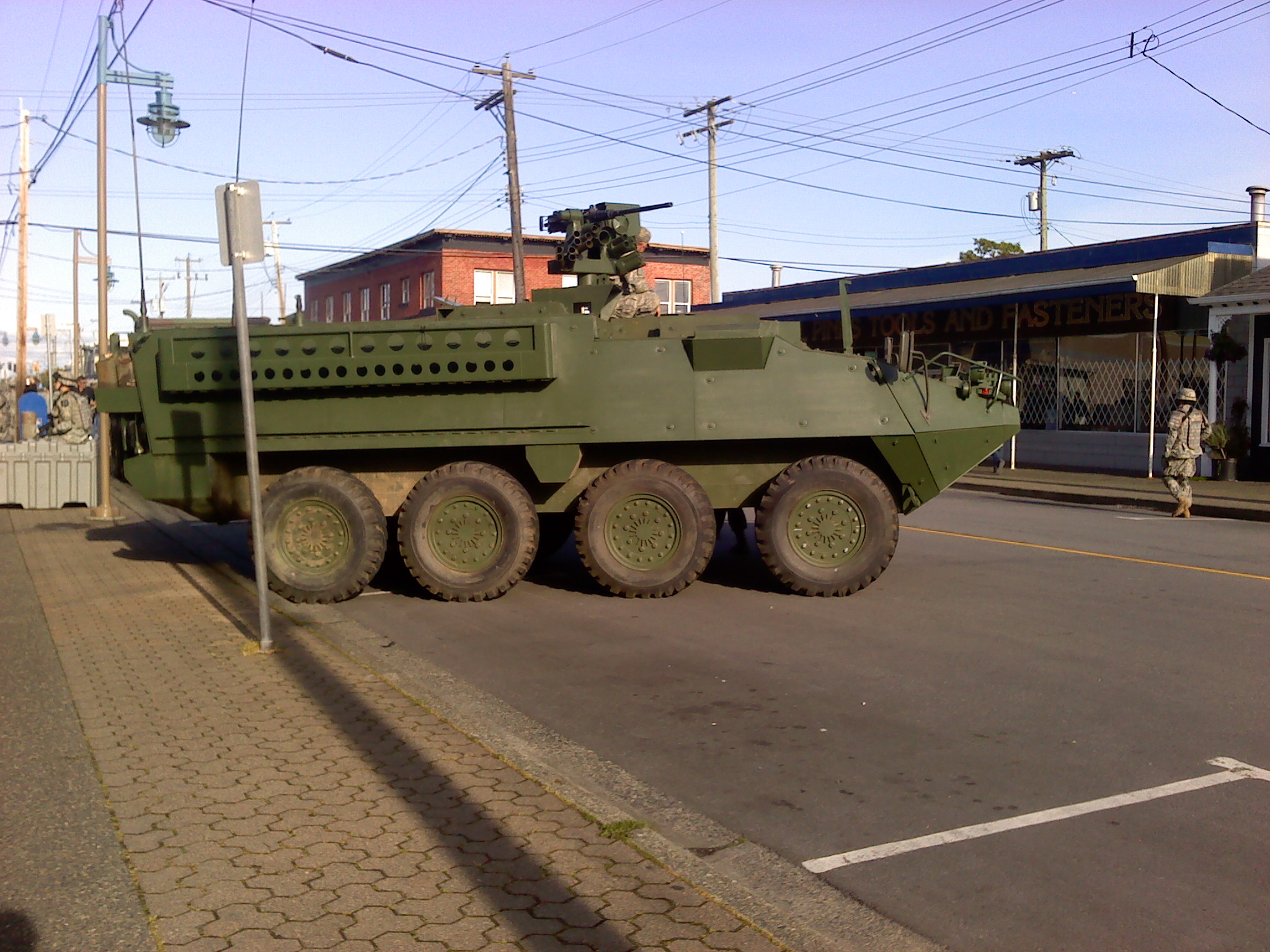
Un véhicule maquillé en transport de troupes utilisé pour le tournage à Richmond (Colombie-Britannique).

### Tournage
Le tournage débute le 18 mars 2013 et s'achève le 18 juillet de la même année. Parmi les principaux lieux de production : Vancouver et Nanaimo (Canada), ainsi qu'O'ahu, troisième île de l'archipel d'Hawaï, « le plus impressionnant tournage de film jamais vu à Waikiki Beach »,.

### Musique
Albums de Alexandre Desplat
The Grand Budapest Hotel
(2014) Invincible
(2014)
Bandes originales du MonsterVerse
Kong: Skull Island
(2017)
Le réalisateur Gareth Edwards a fait appel au Français Alexandre Desplat pour composer la bande originale, qui est commercialisée le 13 mai 2014.
| Liste des titres | Liste des titres   | Liste des titres | Liste des titres | Liste des titres | Liste des titres | Liste des titres | Liste des titres | Liste des titres | Liste des titres |
| No               | Titre              | Durée            |                  |                  |                  |                  |                  |                  |                  |
| ---------------- | ------------------ | ---------------- | ---------------- | ---------------- | ---------------- | ---------------- | ---------------- | ---------------- | ---------------- |
| 1.               | Godzilla           |                  |                  |                  |                  |                  |                  |                  |                  |
| 2.               | Inside The Mines   |                  |                  |                  |                  |                  |                  |                  |                  |
| 3.               | The Power Plant    |                  |                  |                  |                  |                  |                  |                  |                  |
| 4.               | To Q Zone          |                  |                  |                  |                  |                  |                  |                  |                  |
| 5.               | Back to Janjira    |                  |                  |                  |                  |                  |                  |                  |                  |
| 6.               | Muto Hatch         |                  |                  |                  |                  |                  |                  |                  |                  |
| 7.               | In The Jungle      |                  |                  |                  |                  |                  |                  |                  |                  |
| 8.               | The Wave           |                  |                  |                  |                  |                  |                  |                  |                  |
| 9.               | Airport Attack     |                  |                  |                  |                  |                  |                  |                  |                  |
| 10.              | Missing Spore      |                  |                  |                  |                  |                  |                  |                  |                  |
| 11.              | Vegas Aftermath    |                  |                  |                  |                  |                  |                  |                  |                  |
| 12.              | Ford Rescued       |                  |                  |                  |                  |                  |                  |                  |                  |
| 13.              | Following Godzilla |                  |                  |                  |                  |                  |                  |                  |                  |
| 14.              | Golden Gate Chaos  |                  |                  |                  |                  |                  |                  |                  |                  |
| 15.              | Let Them Fight     |                  |                  |                  |                  |                  |                  |                  |                  |
| 16.              | Entering The Nest  |                  |                  |                  |                  |                  |                  |                  |                  |
| 17.              | Two Against One    |                  |                  |                  |                  |                  |                  |                  |                  |
| 18.              | Last Shot          |                  |                  |                  |                  |                  |                  |                  |                  |
| 19.              | Godzilla's Victory |                  |                  |                  |                  |                  |                  |                  |                  |
| 20.              | Back To The Ocean  |                  |                  |                  |                  |                  |                  |                  |                  |
| 60:27            |                    |                  |                  |                  |                  |                  |                  |                  |                  |

## Sortie et accueil

### Promotion
Les premières images du film sont officiellement présentées au public lors du San Diego Comic-Con en 2012.
En 2013, Warner Bros. et Legendary Pictures annoncent à la Licensing Expo de Las Vegas un partenariat avec plusieurs fabricants de jouets et figurines de collections, dont Bandai et Sideshow Collectibles. La même année, un mystérieux site du nom de Godzilla Encounter, appartenant à Legendary Pictures, fait son apparition sur la toile. Le site reporte des phénomènes étranges sur la côte Ouest des États-Unis comme des disparitions de bateaux ou des activités sismiques, liés au passage du monstre. Legendary Pictures dévoile au Comic-Con de San Diego deux nouvelles affiches officielles, dont une représentant une ville dévastée dont les bâtiments en ruines forment la silhouette iconique du monstre,. L'équipe du film présente un teaser au public. Une exposition consacrée à l'histoire de la saga Godzilla est également ouverte non loin de l'évènement, où les visiteurs peuvent avoir un aperçu de l'apparence du monstre tel qu'il apparaîtra dans le nouveau film.
En octobre, Warner Bros. demande que deux bandes-annonces diffusées illégalement en ligne soient retirées . Le trailer est finalement annoncé pour la sortie de Le Hobbit : La Désolation de Smaug. À cette occasion, un site viral du nom de MUTO research, contenant des informations sur le film que les internautes doivent décrypter (comme le nom des personnages), est mis en ligne.
Une seconde bande-annonce est dévoilée le 25 février 2014. La promotion démarre en mars avec la publication d'affiches, de bandes-annonces et de photos des produits dérivés. Des extraits du film sont dévoilés au CinemaCon et au South by Southwest (salon des nouvelles technologies à Austin). La première américaine a lieu le 8 mai à Los Angeles en présence de l'équipe du film. Les avant-premières européennes se déroulent à Paris (au Grand Rex) et à Londres les 10 et 11 du même mois.

### Accueil critique
Sur le site Allociné, les 22 critiques presse sont positives, pour une moyenne de 3,5/5[réf. nécessaire].

### Box-office
| Pays ou région        | Box-office        | Date d'arrêt du box-office | Nombre de semaines |
| --------------------- | ----------------- | -------------------------- | ------------------ |
| États-Unis Canada     | 200 676 069 $     | 28 août 2014               | 15                 |
| France                | 1 361 689 entrées | 15 juillet 2014            | 9                  |
| Total hors États-Unis | 328 400 000 $     | 28 août 2014               | 15                 |
| Total mondial         | 529 076 069 $     | 28 août 2014               | 15                 |

## Produit dérivé
Le roman graphique Godzilla Awakening fait office de préquelle au film. L'histoire, écrite par Max Borenstein, l'un des scénaristes, se concentre sur le père de Serizawa, alors qu'il se remémore ses jeunes années passées à prouver l'existence de Godzilla à la fin de la Seconde Guerre mondiale. La couverture est d'Arthur Adams, auteur de comics Godzilla dans les années 1990.

## Commentaires